# Linden-Limmer
Linden-Limmer, Stadtbezirk Linden-Limmer – 10. okręg administracyjny w Hanowerze, w Niemczech, w kraju związkowym Dolna Saksonia. Liczy 43 163 mieszkańców. 

## Dzielnice
W skład okręgu wchodzą cztery dzielnice (Stadtteil):
- Linden-Mitte - 11.843 mieszkańców
- Linden-Nord - 16.080 mieszkańców
- Linden-Süd - 9.326 mieszkańców
- Limmer - 5.915 mieszkańców, w 2011 r.

## Rozwój populacji

Wykres przedstawia rozwój populacji w powiecie Linden-Limmer od 1 stycznia 2005 roku. 

## Opis
Wieś założona w XI wieku rozwinęła się od XIX wieku w miasto przemysłowe, które zostało włączone w 1920 r. do Hanoweru. Dzisiejsze Linden charakteryzuje się zróżnicowaną ofertą gastronomiczną i wysokim odsetkiem studentów i mieszkańców ze środowisk imigranckich. 

## Historia

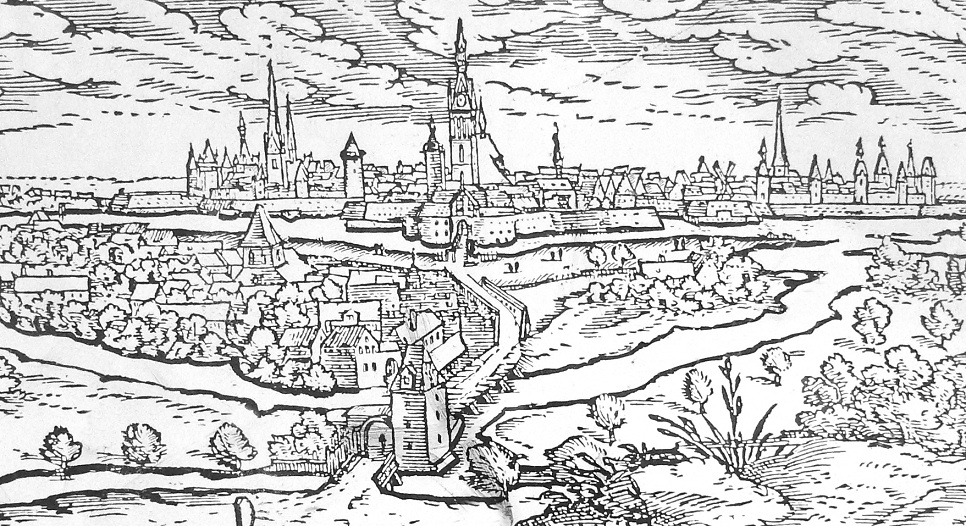
Linden ok. 1636 r., na lewo z przodu za Hanowerem

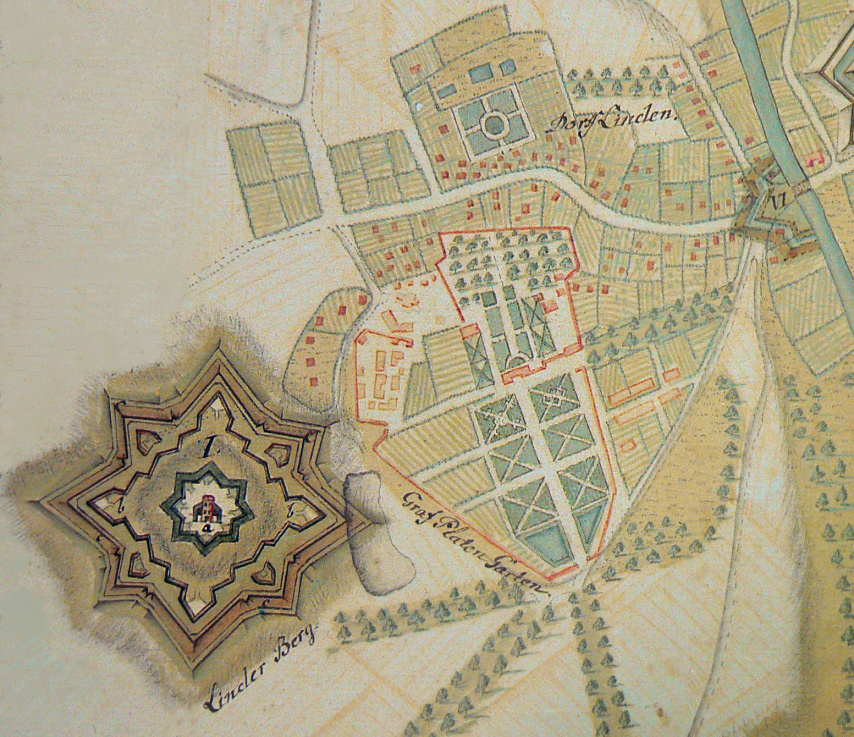
Linden w 1763 r.

Linden zostało po raz pierwszy wymienione w 1113 r., kiedy to cesarz Lotar III odwiedził tę miejscowość. W 1285 r. po raz pierwszy wspomniano kościół pw. św. Marcina, który został odbudowany po zniszczeniach II wojny światowej w 1957 r. Blisko Linden były feudalne sądy, pierwszy hrabiego Roden. W 1652 r. na dwór księcia Jerzego Wilhelma dostarczano owoce i warzywa z Linden. W roli dostawcy wieś pozostawała do końca Królestwa Hanowerskiego w 1866 r. Następnie w miejsce ogrodów wybudowano magazyn towarowy i domy. W 1688 r. wieś kupił wielki marszałek Franz Ernst von Platen za około 12.000 talarów dzięki umowie licencyjnej. Zawierała ona około 56 akrów ziemi, prawa do polowania, ziemie rolne i przywileje. Po dokonaniu zakupu dodatkowych gospodarstw stworzył około 7 hektarów starego ogrodu w stylu barokowym, który od 1718 r. został otoczony murem. Hrabia von  Platen w 1700 r. nabyła dodatkowe 20 akrów ziemi i zbudował nową drogę z 30 domami dla cechu tkaczy. Miał również kuźnię, browar, gorzelnię i piece wapienne utworzone dla mistrzów i czeladników z Włoch. 